# Acacia baxteri
Acacia baxteri é uma espécie de leguminosa do gênero Acacia, pertencente à família Fabaceae.